# Enumeratio diagnostica Cactearum

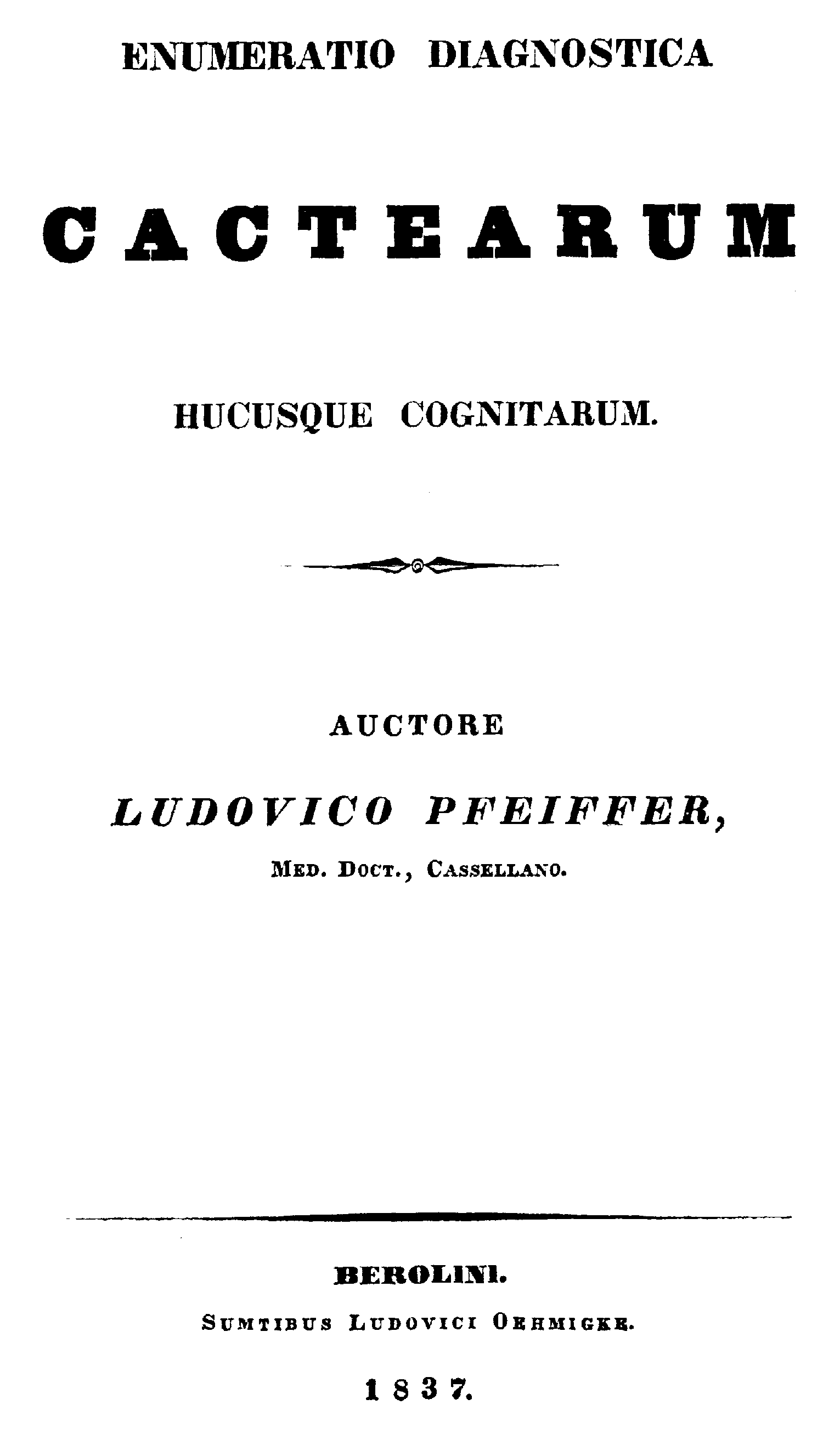
Titelseite von Enumeratio diagnostica Cactearum hucusque cognitarum

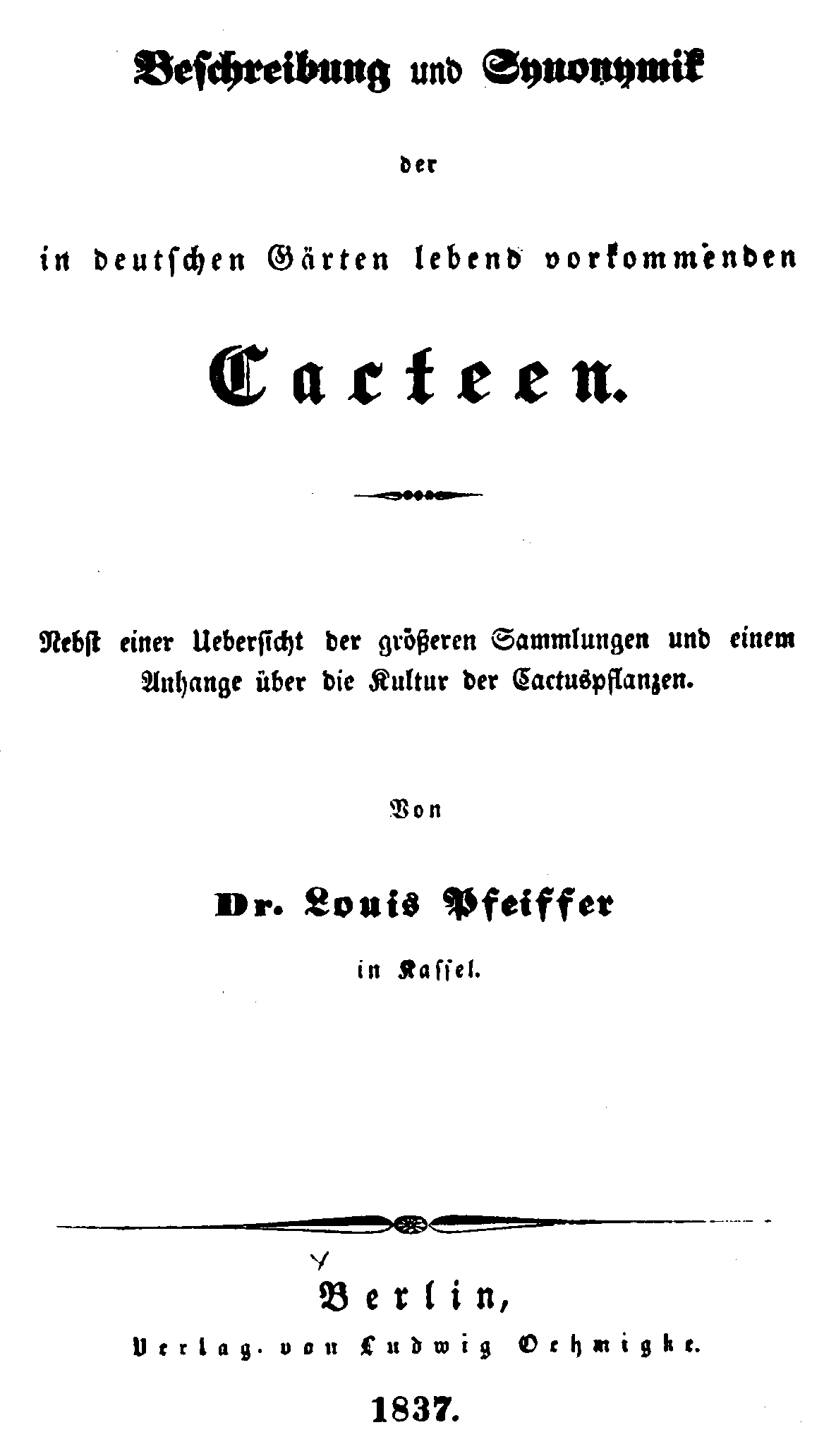
Titelseite von Beschreibung und Synonymik der in deutschen Garten lebend vorkommenden Cacteen

Enumeratio diagnostica Cactearum hucusque cognitarum (etwa: „Diagnostische Aufzählung der bisher bekannten Kakteen“, kurz: Enum. Diagn. Cact.) ist ein 1837 auf Latein veröffentlichtes Werk von Ludwig Pfeiffer zur Kakteensystematik. Auf 192 Seiten werden zehn Gattungen mit 422 Arten aus der Pflanzenfamilie der Kakteengewächse beschrieben. Darunter befinden sich zahlreiche Erstbeschreibungen und einige Umkombination.
Zeitgleich und im selben Verlag erschien unter dem Titel Beschreibung und Synonymik der in deutschen Garten lebend vorkommenden Cacteen eine deutsche Ausgabe, die sich an der lateinischen orientiert, aber keine Übersetzung darstellt. Pfeiffer berücksichtigte darin nur die in deutschen Sammlungen tatsächlich kultivierten Arten. Diese Ausgabe orientiert sich nicht streng an wissenschaftlichen Erfordernissen, sondern richtet sich an die Kakteenliebhaber. So fehlen bei den Beschreibungen die genauen Publikationsangaben. Dafür wurde das Werk um eine Anleitung zur Kakteenkultur ergänzt. Die deutsche Ausgabe enthält 345 Arten.
Pfeiffers Enumeratio diagnostica Cactearum war bis zum Erscheinen von Karl Schumanns Gesamtbeschreibung der Kakteen (1897–1899) das wichtigste Werk zur Systematik der Kakteengewächse.

## Werk
Der Oktavband Enumeratio diagnostica Cactearum hucusque cognitarum erschien zwischen dem 19. und 25. Februar 1837 in Berlin im Verlag von Ludwig Oehmigke (1796–1870). Das Werk enthält keine Illustrationen.
Karl Schumann bezeichnete im März 1897 die Enumeratio diagnostica Cactearum als das „hervorragendste Werk, welches wir überhaupt in der Litteratur der Kakteenkunde besitzen“.

### Inhalt
Pfeiffer akzeptierte folgende zehn Gattungen:
- Mammillaria Haw. (1812) mit 92 Arten
- Melocactus Link & Otto (1827) mit 14 Arten
- Echinocactus Link & Otto (1827) mit 55 Arten
- Cereus Mill. (1754) mit 144 Arten
- Epiphyllum Haw. (1812) mit 2 Arten
- Rhipsalis Gaertn. (1788) mit 16 Arten
- Lepismium Pfeiff. (1835) mit 4 Arten
- Hariota Adans. (1763) mit 1 Art
- Opuntia Mill. (1754) mit 83 Arten
- Pereskia Mill. (1754) mit 13 Arten

133 der 422 Arten wurden durch Pfeiffer erstmals beschrieben und 15 in eine andere Gattung gestellt.
Die neu beschriebenen Arten gingen auf Pfeiffers direkte Beobachtungen in verschiedenen Kakteensammlungen zurück, darunter die des
Botanischen Gartens in Berlin, des Botanischen Gartens in München, der Sammlung auf Schloss Dyck, des Botanischen Gartens in Göttingen, Friedrich Adolph Haages Gärtnerei und des Breiterschen Gartens Leipzig.
Pfeiffers eigene Sammlung umfasste 340 Arten und Varietäten.

### Gliederung

#### Lateinische Ausgabe
- [Widmung]
- Praefatio
- Cacteae
  - Character ordinis
  - Conspectus Cactearum synopticus
- Mammillaria
- Melocactus
- Echinocactus
- Cereus
- Epiphyllum
- Rhipsalis
- Lepismium
- Hariota
- Opuntia
- Pereskia
- Addenda
- Index

#### Deutsche Ausgabe
- Vorrede
- Ueber die Cacteen im Allgemeinen
- Mammillaria: 72 Arten
- Melocactus: 13 Arten
- Echinocactus: 42 Arten
- Cereus: 113 Arten
- Epiphyllum: 2 Arten
- Rhipsalis: 14 Arten
- Lepismium: 4 Arten
- Hariota: 1 Art
- Opuntia: 79 Arten
- Pereskia: 5 Arten
- Bemerkungen
- Anhang
  - Uebersicht der vorzüglichsten deutschen Sammlungen
  - Ueber die Kultur der Cacteen
- Register
- Druckfehler

## Systematik

### Bestimmungsschlüssel
Pfeiffers Werk enthält drei Bestimmungsschlüssel, für die Familie der Kakteengewächse (Cactaceae) sowie für die artenreichen Gattung Cereus und Opuntia.

#### Kakteengewächse (Cactaceae)

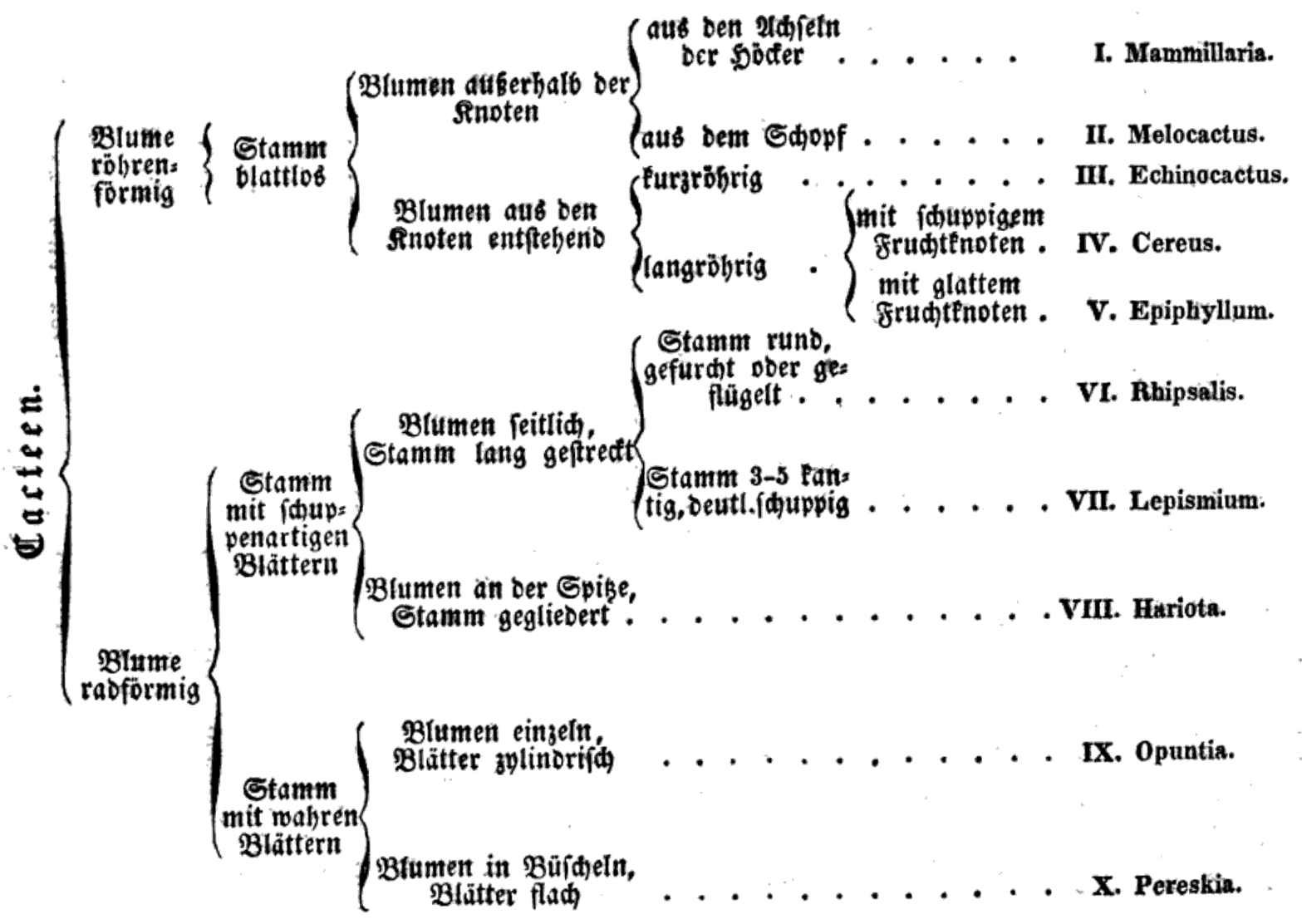
Cactaceae

Pfeiffers Bestimmungsschlüssel für die zehn Kakteengattungen orientierte sich an der Form der Blüten und unterschied zwischen röhrigen und radförmigen Blüten. Außerdem berücksichtige den Ort der Blütenbildung.
- Blume röhrenförmig
  - Stamm blattlos
    - Blumen außerhalb der Knoten
      - aus den Achseln der Höcker → Mammillaria
      - aus dem Schopf → Melocactus

    - Blumen aus den Knoten entstehend
      - kurzröhrig → Echinocactus
      - langröhrig
        - mit schuppigen Fruchtknoten → Cereus
        - mit glattem Fruchtknoten → Epiphyllum
- Blume radförmig
  - Stamm mit schuppenartigen Blättern
    - Blumen seitlich, Stamm lang gestreckt
      - Stamm rund, gefurcht oder geflügelt → Rhipsalis
      - Stamm 3- bis 5-kantig, deutlich schuppig → Lepismium

    - Blumen an der Spitze, Stamm gegliedert → Hariota

  - Stamm mit wahren Blättern
    - Blumen einzeln, Blätter zylindrisch → Opuntia
    - Blumen in Büscheln, Blätter flach → Pereskia

Bei der Würdigung des Salm-Dyckschen Systems interpretierte Karl Schumann 1897 Pfeiffers Schlüssel wie folgt:
- A. Blumenkrone röhrenförmig
  - a) Blattlose Pflanzen
    - α Die Blüten sitzen den Stachelbündeln nicht auf
      - I. Blüten zwischen den Warzen, mehr oder weniger axillär → Mammillaria
      - II. Blüten aus dem endständigen Schöpfe → Melocactus

    - β. Die Blüten aus den Stachelbündeln
      - I. Röhre kurz → Echinocactus
      - II. Röhre verlängert
        - 1. Blütenboden (Fruchtknoten und Blütenhüllröhre) beschuppt → Cereus
        - 2. Blütenboden nackt → Epiphyllum
- B. Blumenkrone radförmig
  - b) Axen (Stengel) fast blattlos (caule subaphyllo).
    - α. Blüten seitenständig, Axen ungegliedert (wörtlich extensus, ausgestreckt).
      - I. Axen stielrund, gefurcht oder geflügelt → Rhipsalis
      - II. Axen kantig, beschuppt → Lepismium

    - β. Blüten endständig, Axen gegliedert → Hariota

  - c) Axen beblättert
    - α. Blüten einzeln, Blätter pfriemlich → Opuntia
    - β. Blüten fast rispig, Blätter flach → Pereskia

#### Cereus
Bestimmungsschlüssel für die Hauptgruppen der Gattung Cereus:
- Stamm ungegliedert
  - gefurcht
    - niedrig, fast kugelig → Globosi
    - aufgerichtet → Cereastri

  - höckerig → Polylophi
- Stamm gegliedert
  - höckerig oder gefurcht
    - Glieder fast kugelig → Opuntiacei
    - Glieder länglich
      - ohne Luftwurzeln → Protracti
      - mit Luftwurzeln → Repentes

  - blattartig zusammengedrückt → Alati

#### Opuntia
Bestimmungsschlüssel für die Hauptgruppen der Gattung Opuntia:
- Stamm gegliedert
  - Glieder zylindrisch
    - gedrängt → Glomeratae
    - ausgebreitet → Divaricatae

  - Glieder platt → Compresso-articulatae
- Stamm ungegliedert
  - platt → Cruciatae
  - rundlich
    - Äste platt → Paradoxae
    - Äste zylindrisch → Cylindrica

### Infragenerische Gliederung einiger Gattungen
Mit Ausnahme der Gattungen Epiphyllum, Hariota, Lepismium und Pereskia enthielt das Werk ranglose infragenerische Gliederungen für die übrigen sechs Gattungen.
Das System hat seinen Ursprung in einem 1836 in der Allgemeinen Gartenzeitung veröffentlichten Artikel von Joseph zu Salm-Reifferscheidt-Dyck.
Nicht bei allen von Pfeiffer verwendeten Namen handelt es sich um gültig veröffentlichte Namen gemäß den Regeln des Internationalen Codes der Botanischen Nomenklatur (ICN):
- nom. inval. ist ein ungültiger Name, er erfüllt die Anforderungen des Regelwerks nicht
- nom. illeg. ist ungesetzlicher Name, er verstößt gegen das Regelwerk
- nom. nud. ist ein nackter Name, es fehlt eine Beschreibung

#### Mammillaria
Die infragenerische Gliederung der Gattung Mammillaria war die erste ihrer Art und orientierte sich im Wesentlichen an Merkmalen von Dornen und Warzen.
- Homoeacanthae Salm-Dyck ex Pfeiff., nom. inval.
  - Tenues Pfeiff., nom inval.
  - Conothelae Pfeiff., nom inval.
  - Brachythelae Pfeiff.
  - Polyedrae Pfeiff.
  - Longimammae Pfeiff.
- Heteracanthae Salm-Dyck ex Pfeiff.
  - Microthelae Pfeiff.
  - Conothelae Pfeiff.
  - Brachythelae Pfeiff.
  - Stylothelae Pfeiff.
  - Gibbosae Pfeiff.
- Species non satis notae

#### Melocactus
Die Arten der Gattung Melocactus werden anhand der Form des Cephaliums gegliedert.
- Cephalio plano
- Spadice cylindraceo
- ? Spadice laterali

#### Echinocactus
Die Arten der Gattung Melocactus werden anhand der Form des Rippen gegliedert.
- Costati Pfeiff., nom. inval.
  - Costis rotundis (abgerundete Rippen)
  - Costis obtuse angulatis (stumpfwinklige Rippen)
  - Costis acuatis (geschärfte Rippen)
  - Costis compressissimis, crispatis (ganz dünne, scharfe, gekräuselte Rippen)
- Tuberculati Pfeiff.
- Species parum notae

#### Cereus
- Globosi Salm-Dyck
- Cereastri Pfeiff. [non DC.], nom. inval.
  - Multangulares Pfeiff.
    - Robusti
    - Tenues Pfeiff., nom. nud.

  - 5–12–angulares
  - Lanuginosi Salm-Dyck ex Pfeiff.
    - Glabri Salm-Dyck ex Pfeiff., nom. inval.
      - Robusti Pfeiff., nom. nud.
      - Attenuati Salm-Dyck ex Pfeiff., nom. nud.

    - Gemmati Pfeiff.

  - 4–5–angulares
- Polylophi Salm-Dyck ex Pfeiff.
- Opuntiacei Salm-Dyck ex DC.
- Protracti Pfeiff.
  - Multangulares Pfeiff., nom. nud.
  - Pitahaya Pfeiff. (als „Pitahayae“)
  - Extensi Pfeiff. [non Salm-Dyck], nom. illeg.
- Repentes Pfeiff.
  - Multangulares Pfeiff., nom. nud.
  - 4–7-angulares
  - 3–4-angulares
    - Tripteres Salm-Dyck
    - Speciosi Salm-Dyck
- Alati Salm-Dyck ex Pfeiff.

#### Rhipsalis
Die Arten der Gattung Rhipsalis werden anhand der Form (geflügelt, mehrkantig, walzenförmig, mit Seitengliedern) gegliedert.
- Alatae Salm-Dyck, nom. illeg.
- Angulosae Salm-Dyck ex Pfeiff.
- Teretes Pfeiff.
- Articuliferae Pfeiff.

#### Opuntia
- Glomeratae Pfeiff.
- Divaricatae Haw.
- Compresso-articulatae Pfeiff., nom. inval.
  - Glabratae Pfeiff., nom. inval.
  - Pulvinatae Pfeiff.
    - Inermes Pfeiff., nom. nud.
    - Aculeatae Pfeiff., nom. nud.

  - Criniferae Pfeiff.
  - Aculeatae Pfeiff.
    - Albispinae Salm-Dyck
    - Flavispinae Pfeiff., nom. nud.
    - Fulvispinae Salm-Dyck
- Cruciatae Pfeiff., nom. inval.
- Paradoxae Salm-Dyck ex Pfeiff.
- Cylindrica DC. (als ‚Cylindraceae‘)

### Von Pfeiffer verwendete Literatur
- Allg. Gartenzeitung (Otto & Dietrich): 22 Arten
  - Friedrich Otto: Ueber die Cactus-Pflanzen des hiesigen botanischen Gartens. In: Allgemeine Gartenzeitung. Band 1, Nr. 46, 1833, S. 361–368 (online).
  - L. Seitz: Anzeige einiger neuen Gewächse, welche im Frühjahre 1834 botanischen Garten zu München geblüht haben. In: Allgemeine Gartenzeitung. Band 2, Nr. 31, 1834, S. 242–245 (online).
  - L. Pfeiffer: Beschreibung einiger neuen Cacteen. In: Allgemeine Gartenzeitung. Band 3, Nr. 40, 1835, S. 313–314 (online).
  - L. Pfeiffer: Beschreibung neuer Cacteen (Fortsetzung von Nr. 40). In: Allgemeine Gartenzeitung. Band 3,  Nr. 48, 1835, S. 379–380 (online).
  - L. Pfeiffer: Vorschlag zu einer neuen natürlichen Anordnung der Cacteen. In: Allgemeine Gartenzeitung. Band 3, Nr. 40, 1835, S. 314–315 (online).
  - F. Otto, A. Dietrich: Beschreibung und Cultur des Echinocactus acutissimus Nob. In: Allgemeine Gartenzeitung. Band 3, Nr. 45, 1835, S. 353–354 (online).
  - A. Dietrich, F. Otto: Beschreibung und Cultur der Rhipsalis pentaptera Pfeiffer. In: Allgemeine Gartenzeitung. Band 4, Nr. 14, 1836, S. 105 (online).
  - Salm-Dyck: Beschreibung eines neuen Melocacti, nebst einigen Bemerkungen über die Familie der Cactéen. In: Allgemeine Gartenzeitung. Band 4, Nr. 19, 1836, S. 145–148 (online).
  - L. Pfeiffer: Beschreibung einiger neunen Cacteen. In: Allgemeine Gartenzeitung. Band 4, Nr. 33, 1836, S. 257–258 (online).
  - F. Otto, A. Dietrich: Echinocactus phyllacanthus Hort. Mon. In: Allgemeine Gartenzeitung. Band 4, Nr. 26, 1836, S. 201–202 (online).

- Bot. Mag.: 2 Arten
  - Robert Graham: Cereus napoleonis. Napoleon’s Cereus. In: Curtis’s Botanical Magazine. Band 63, 1836, Tafel 3458 (online).
  - William Jackson Hooker: Echinocactus sessiliflorus. Sessile-flowered Echinocactus. In: Curtis’s Botanical Magazine. Band 64, 1837, Tafel 3569 (online).

- Bull. Bot. (Geneva): 2 Arten
  - Extrait d’une Lettre de M. C. S. RAFINESQUE, professeur à Philadelphie, adressée à M. le professeur DE CANDOLLE (Mai 1830.). In: N. C. Seringe (Hrsg.): Bulletin botanique, ou, Collection des notices originales et d’extraits des ouvrages botaniques […]. Nr. 8, 1830 (online).

- Coll. Mém.: 5 Arten
  - Aug. Pyr. de Candolle: Mémoire sur quelques espèces de cactées, nouvelles ou peu connues. (= Collection de mémoires pour servir à l’histoire du règne végétal et plus spécialement pour servir de complément à quelques parties du Prodromus regni vegetabilis Teil 8) Treuttel & Würtz, Paris 1834  (online).

- Edwards's Bot. Reg.: 19 Arten
  - John Lindley: Opuntia aurantiaca. Orange-coloured Indian Fig. In: Edwards’s Botanical Register. Band 19, London 1833, Tafel 1606 (online).

- Fl. Neapol. Prodr. App. 5.: 1 Art
  - Michele Tenore: Ad Florae neopolitanae prodromum appendix quinta. Neapel 1826, S. 15 (online).

- Fruct. Sem. Pl.: 1 Art
  - Joseph Gärtner: De Fructibus et Seminibus Plantarum. Band 1, 1788, S. 137–138 (online)

- Gard. Dict., ed. 8.: 11 Arten
  - Philip Miller: Gardeners Dictionary. 8. Auflage, London 1768, 3 Bände, ohne Seitenzahlen
    - Band 1 Cactus: 5 Arten (online).
    - Band 1 Cereus: 12 Arten (online).
    - Band 2 Opuntia: 9 Arten (online).
    - Band 2 Pereskia: 1 Art (online).

- Hort. Brit. [Sweet]: 2 Arten
  - Robert Sweet: Sweet’s Hortus britannicus: or a catalogue of plants cultivated in the gardens of Great Britain, arranged in natural orders. Teil 1, London 1826 (online).

- Hort. Dyck.: 28 Arten
  - [J. Fürst zu Salm-Dyck]: Hortus Dyckensis ou Catalogue des plantes cultivées dan les jardins de Dyck. Arnz & Comp., Düsseldorf 1834 (online).

- Icon. Pl. Rar. [Link & Otto]: 5 Arten
  - H. F. Link, F. Otto: Icones plantarum rariorum horti regii botanici Berolinensis cum descriptionibus et colendi ratione. (= Abbildungen neuer und seltener Gewächse des Königlichen Botanischen Gartens zu Berlin nebst Beschreibung und Anleitung sie zu ziehen.) Band 1, 8 Teile, Oehmigke, Berlin 1828–1831 (Digitalisat).

- Index Seminum [Hamburg]: 3 Arten
  - J. G. C. Lehmann: Delectus Seminum quae in horto Hamburgensium botanico e collectione anni 1832 mutuae commutationi offeruntur. Hamburg 1832 (online).

- Med. Fl.: 1 Art
  - C. S. Rafinesque: Medical flora or Manual of the medical botany of the United States of North America. Band 2, S. 247 (online).

- Mém. Mus. Hist. Nat.: 47 Arten
  - A. P. de Candolle: Revue de la Famille des Cactées. In: Memoires du Museum d’Histoire Naturelle. Band 17, 1828, S. 1–119, 21 Tafeln (online).

- Nova Acta Phys.-Med. Acad. Caes. Leop.-Carol. Nat. Cur.: 15 Arten
  - C. F. Ph. von Martius: Beschreibung einiger neuer Nopaleen. In: Nova Acta Physico-Medica Academiae Caesareae Leopoldino-Carolinae Naturae Curiosorum Exhibentia Ephemerides sive Observationes Historias et Experimenta… Band 16, Nr. 1, 1832, S. 322–362 (Digitalisat).

- Observ. Bot. Horto Dyck.: 9 Arten
  - [J. Fürst zu Salm-Dyck]: Observationes botanicae in horto notatae. Anno 1822. Köln 1822 (online).

- Philos. Mag. Ann. Chem.: 9 Arten
  - A. H. Haworth: Decas duodecima novarum Plantarum Succulentarum. In: Philosophical Magazine, or Annals of Chemistry, Mathematics, Astronomy, Natural History and General Science. Band 7, 1830, S. 106–118 (online).
  - A. H. Haworth: Decas tridecima novarum Plantarum Succulentarum. In: Philosophical Magazine, or Annals of Chemistry, Mathematics, Astronomy, Natural History and General Science. Band 10, 1831, S. 420 (online).

- Philos. Mag. J.: 2 Arten
  - A. H. Haworth: Descriptions of some new Cacti and Mammillariae, recently brought from Mexico by Mr. Bullock of the Egyptian Hall, Piccadilly; and now preserved, with many other very rare Plants in the Nursery of Mr. Tate, in Sloanestreet. In: Philosophical Magazine. Band 63, 1824, S. 41 (online).

- Preiss-Verzeichn. Pflanzen: 1 Art
  - Johann Centurius von Hoffmannsegg: Preiss-Verzeichniss der Pflanzen im Gräfl. Hoffmannseggischen Garten zu Dresden. 7. Auflage, 1833, S. 22.

- Prodr. [A. P. de Candolle]: 50 Arten
  - Aug. Pyramo de Candolle: Ordo LXXXIX. Cacteae. In:  Prodromus systematis naturalis regni vegetabilis. Band 3, 1828, 457–476 (online).

- Reise Erde: 1 Art
  - F. J. F. Meyen: Reise um die Erde. Ausgeführt auf dem Königlich Preussischen Seehandlungs-Schiffe Prinzess Louise, commandirt von Capitain W. Wendt, in den Jahren 1830, 1831 und 1832. 2 Bände, Berlin 1834–1835 (Band 1, Band 2).

- Revis. Pl. Succ. (=Saxifrag. Enum. 2): 4 Arten
  - A. H. Haworth: Revisiones plantarum succulentarum. (= Saxifragearum enumeratio Teil 2) London 1821 (online).

- Suppl. Pl. Succ.: 20 Arten
  - A. H. Haworth: Supplementum plantarum succulentarum. London 1819 (online).

- Syn. Pl. Succ.: 18 Arten
  - A. H. Haworth: Synopsis plantarum succulentarum. London 1812 (online).

- Verh. Vereins Beford. Gartenbaues Konigl. Preuss. Staaten: 20 Arten
  - H. F. Link, F. Otto: Ueber die Gattungen Melocactus und Echinocactus, nebst Beschreibung und Abbildung der im Königl. botanischen Garten bei Berlin befindlichen Arten. In: Verhandlungen des Vereins zur Beförderung des Gartenbaues in den Königlich Preussischen Staaten. Band 3, 1827, S. 412–429 (online).
  - Albert Dietrich, F. Otto: Beschreibung des Cereus nycticallus Link. In: Verhandlungen des Vereins zur Beförderung des Gartenbaues in den Königlich Preussischen Staaten. Band 10, 1834, S. 372– (online).

### Aufgeführte Arten
Die nachfolgende Übersicht berücksichtigt die im Werk aufgeführten Varietäten nicht. Die heute akzeptierten Namen richten sich nach Nadja Korotkova et al. (2021).
- = verweist auf ein taxonomisches Synonym
- ≡ verweist auf ein nomenklatorisches Synonym
- =? verweist auf einen Namen unklarer Anwendung

Für die Abkürzungen der Punlikationsnamen siehe #Von Pfeiffer verwendete Literatur.
- Gattung Mammillaria Haw. in Syn. Pl. Succ. 177 (1812)
  - Homoeacanthae
    - Tenues, ramosae
      - Mammillaria echinata DC. in Coll. Mém. 8: 3 (1834) = Mammillaria elongata
      - Mammillaria elongata DC. in Mém. Mus. Hist. Nat. 17: 109 (1828)
      - Mammillaria tenuis DC. in Mém. Mus. Hist. Nat. 17: 110 (1828) = Mammillaria elongata
      - Mammillaria subcrocea DC. in Mém. Mus. Hist. Nat. 17: 110 (1828) = Mammillaria elongata
      - Mammillaria intertexta DC. in Mém. Mus. Hist. Nat. 17: 110 (1828) = Mammillaria elongata
      - Mammillaria sphacelata Mart. in Nova Acta Phys.-Med. Acad. Caes. Leop.-Carol. Nat. Cur. 16(1): 339 (1832)

    - Conothelae
      - Mammillaria polythele Mart. in Nova Acta Phys.-Med. Acad. Caes. Leop.-Carol. Nat. Cur. 16(1): 328, pl. 19. (1832)
      - Mammillaria quadrispina Mart. in Nova Acta Phys.-Med. Acad. Caes. Leop.-Carol. Nat. Cur. 16(1): 329 (1832) = Mammillaria polythele
      - Mammillaria columnaris Mart. in Nova Acta Phys.-Med. Acad. Caes. Leop.-Carol. Nat. Cur. 16(1): 330 (1832) = Mammillaria polythele
      - Mammillaria parvimamma Haw. in Suppl. Pl. Succ. 72 (1819) = Mammillaria mammillaris
      - Mammillaria simplex Haw. in Syn. Pl. Succ. 177 (1812) = Mammillaria mammillaris
      - Mammillaria flavescens (DC.) DC. in Prodr. [A. P. de Candolle] 3: 459 (1828) = Mammillaria nivosa
      - Mammillaria prolifera (Mill.) Haw. in Syn. Pl. Succ.: 177 (1812)
      - Mammillaria nivosa Link ex Pfeiff. in Enum. Diagn. Cact. 11 (1837)
      - Mammillaria irregularis DC. in Mém. Mus. Hist. Nat. 17: 111 (1828) =?

    - Brachythelae
      - Mammillaria affinis DC. in Coll. Mém. 8: 11, t. 6 (1834) = Mammillaria polythele
      - Mammillaria angularis Link & Otto ex Pfeiff. in Enum. Diagn. Cact. 12 (1837) = Mammillaria compressa subsp. compressa
      - Mammillaria triacantha DC. in Mém. Mus. Hist. Nat. 17: 113 (1828) = Mammillaria compressa
      - Mammillaria divergens DC. in Mém. Mus. Hist. Nat. 17: 113 (1828) = Mammillaria magnimamma
      - Mammillaria cirrhifera Mart. in Nova Acta Phys.-Med. Acad. Caes. Leop.-Carol. Nat. Cur. 16(1): 334 (1832) = Mammillaria compressa
      - Mammillaria subangularis DC. in Mém. Mus. Hist. Nat. 17: 112 (1828) = Mammillaria compressa
      - Mammillaria loricata Mart. ex Pfeiff. in Enum. Diagn. Cact. 13 (1837) = Coryphantha pallida
      - Mammillaria radians DC. in Mém. Mus. Hist. Nat. 17: 111 (1828) = Coryphantha cornifera
      - Mammillaria gladiata Mart. in Nova Acta Phys.-Med. Acad. Caes. Leop.-Carol. Nat. Cur. 16(1): 336 (1832) = Mammillaria magnimamma
      - Mammillaria magnimamma Haw. in Philos. Mag. J. 63: 41 (1824)
      - Mammillaria recurva Lehm. ex Pfeiff. in Enum. Diagn. Cact. 15 (1837) = Mammillaria magnimamma
      - Mammillaria exsudans Zucc. ex Pfeiff. in Enum. Diagn. Cact. 15 (1837) = Coryphantha octacantha
      - Mammillaria pycnacantha Mart. in Nova Acta Phys.-Med. Acad. Caes. Leop.-Carol. Nat. Cur. 16(1): 325–326 (1832) ≡ Coryphantha pycnacantha
      - Mammillaria latimamma DC. in Mém. Mus. Hist. Nat. 17: 114 (1828) = Coryphantha pycnacantha
      - Mammillaria acanthostephes Lehm. in Allg. Gartenzeitung (Otto & Dietrich) 3(29): 228 (1835) = Coryphantha pycnacantha

    - Polyedrae
      - Mammillaria polyedra Mart. in Nova Acta Phys.-Med. Acad. Caes. Leop.-Carol. Nat. Cur. 16(1): 326 (1832)
      - Mammillaria subpolyedra Salm-Dyck in Hort. Dyck. 343 (1834) = Mammillaria karwinskiana
      - Mammillaria seitziana Mart. ex Pfeiff. in Enum. Diagn. Cact. 18 (1837) =?
      - Mammillaria tetracantha Salm-Dyck ex Pfeiff. in Enum. Diagn. Cact. 18 (1837) = Mammillaria polythele subsp. polythele.
      - Mammillaria villifera Otto ex Pfeiff. in Enum. Diagn. Cact. 18 (1837) = Mammillaria carnea
      - Mammillaria carnea Zucc. ex Pfeiff. in Enum. Diagn. Cact. 19 (1837)
      - Mammillaria karwinskiana Mart. in Nova Acta Phys.-Med. Acad. Caes. Leop.-Carol. Nat. Cur. 16(1): 335 (1832)
      - Mammillaria centrispina Pfeiff. in Allg. Gartenzeitung (Otto & Dietrich) 4(33): 258 (1836) = Mammillaria rhodantha
      - Mammillaria zuccariniana Mart. in Nova Acta Phys.-Med. Acad. Caes. Leop.-Carol. Nat. Cur. 16(1): 331, t. 20 (1832) = Mammillaria magnimamma
      - Mammillaria fischeri Pfeiff. in Allg. Gartenzeitung (Otto & Dietrich) 4(33): 257 (1836) = Mammillaria karwinskiana subsp. karwinskiana.
      - Mammillaria hystrix Mart. ex Pfeiff. in Enum. Diagn. Cact. 21 (1837) = Mammillaria magnimamma
      - Mammillaria mystax Mart. in Nova Acta Phys.-Med. Acad. Caes. Leop.-Carol. Nat. Cur. 16(1): 332 (1832)
      - Mammillaria caput-medusae Otto ex Pfeiff. in Enum. Diagn. Cact. 22 (1837) = Mammillaria formosa subsp. pseudocrucigera
      - Mammillaria disciformis DC. in Mém. Mus. Hist. Nat. 17: 114 (1828) ≡ Strombocactus disciformis

    - Longimammae
      - Mammillaria longimamma DC. in Mém. Mus. Hist. Nat. 17: 113 (1828)
      - Mammillaria uberiformis Zucc. in Pfeiff. in Enum. Diagn. Cact. 23 (1837) = Mammillaria longimamma
      - Mammillaria lehmannii Pfeiff. in Enum. Diagn. Cact. 23 (1837) = Mammillaria magnimamma
      - Mammillaria macrothele Mart. ex Pfeiff. in Enum. Diagn. Cact. 24 (1837) = Coryphantha octacantha
      - Mammillaria plaschnickii Otto ex Pfeiff. in Enum. Diagn. Cact. 24 (1837) = Coryphantha octacantha

  - Heteracanthae
    - Microthelae
      - Mammillaria crucigera Mart. in Nova Acta Phys.-Med. Acad. Caes. Leop.-Carol. Nat. Cur. 16(1): 340, t. 15, fig. 2 (1832)
      - Mammillaria supertexta Mart. ex Pfeiff. in Enum. Diagn. Cact. 25 (1837)
      - Mammillaria elegans DC. in Mém. Mus. Hist. Nat. 17: 111 (1828) = Mammillaria geminispina
      - Mammillaria haageana Pfeiff. in Allg. Gartenzeitung (Otto & Dietrich) 4(33): 257 (1836) = Mammillaria guillauminiana
      - Mammillaria acanthophlegma Lehm. in Index Seminum [Hamburg] 8 (1833) = Mammillaria geminispina
      - Mammillaria dyckiana Zucc. ex Pfeiff. in Enum. Diagn. Cact. 26 (1837) = Mammillaria geminispina
      - Mammillaria bicolor Lehm. in Index Seminum [Hamburg] 7 (1830) = Mammillaria geminispina
      - Mammillaria nivea H.L.Wendl. ex Pfeiff. in Enum. Diagn. Cact. 27 (1837) = Mammillaria geminispina subsp. geminispina

    - Conothelae
      - Mammillaria discolor Haw. in Syn. Pl. Succ. 177 (1812)
      - Mammillaria albida Haage ex Pfeiff. in Enum. Diagn. Cact. 28 (1837) = Mammillaria discolor
      - Mammillaria chrysacantha Pfeiff. in Enum. Diagn. Cact. 28 (1837) = Mammillaria rhodantha subsp. rhodantha
      - Mammillaria fuscata Link & Otto ex Pfeiff. in Enum. Diagn. Cact. 28 (1837) = Mammillaria rhodantha subsp. rhodantha
      - Mammillaria rutila Zucc. ex Pfeiff. in Enum. Diagn. Cact. 29 (1837) = Mammillaria rhodantha
      - Mammillaria aciculata Otto ex Pfeiff. in Enum. Diagn. Cact. 29 (1837) =?
      - Mammillaria tentaculata Link & Otto ex Pfeiff. in Enum. Diagn. Cact. 29 (1837) = Mammillaria rhodantha
      - Mammillaria fulvispina Haw. in Philos. Mag. Ann. Chem. 7: 108 (1830) = Mammillaria rhodantha subsp. rhodantha
      - Mammillaria hexacantha Salm-Dyck in Hort. Dyck. 344. (1834) = Mammillaria polythele
      - Mammillaria setosa Pfeiff. in Allg. Gartenzeitung (Otto & Dietrich) 3(48): 379 (1835) = Mammillaria polythele
      - Mammillaria rhodantha Link & Otto in Icon. Pl. Rar. [Link & Otto] 51 (1829)
      - Mammillaria eriacantha Link & Otto ex Pfeiff. in Enum. Diagn. Cact. 32 (1837)
      - Mammillaria cylindracea DC. in Mém. Mus. Hist. Nat. 17: 111 (1828) = Mammillaria eriacantha
      - Mammillaria vetula Mart. in Nova Acta Phys.-Med. Acad. Caes. Leop.-Carol. Nat. Cur. 16(1): 338, t. 24 (1832)
      - Mammillaria vivipara (Nutt.) Haw. in Suppl. Pl. Succ. 72 (1819) ≡ Escobaria vivipara

    - Brachythelae
      - Mammillaria grandiflora Otto ex Pfeiff. in Enum. Diagn. Cact. 33 (1837) = Cochemiea conoidea
      - Mammillaria coronaria Haw. in Revis. Pl. Succ. 69 (1821) ?= Mammillaria spinosissima
      - Mammillaria hamata Lehm. in Index Seminum [Hamburg] 5 (1832) =?
      - Mammillaria cornifera DC. in Mém. Mus. Hist. Nat. 17: 112 (1828) ≡ Coryphantha cornifera
      - Mammillaria uncinata Zucc. ex Pfeiff. in Enum. Diagn. Cact. 34 (1837)
      - Mammillaria brevimamma Zucc. ex Pfeiff. in Enum. Diagn. Cact. 34 (1837) = Coryphantha octacantha
      - Mammillaria conoidea DC. in Mém. Mus. Hist. Nat. 17: 112 (1828) ≡ Cochemiea conoidea
      - Mammillaria crebrispina DC. in Mém. Mus. Hist. Nat. 17: 111 (1828) = Cochemiea conoidea
      - Mammillaria caespiticia DC. in Mém. Mus. Hist. Nat. 17: 112 (1828) =?

    - Stylothelae
      - Mammillaria pusilla DC. in Prodr. [A. P. de Candolle] 3:459 (1828) = Mammillaria pringlei
      - Mammillaria glochidiata Mart. in Nova Acta Phys.-Med. Acad. Caes. Leop.-Carol. Nat. Cur. 16(1): 337, t. 23 (1832)
      - Mammillaria wildiana Otto ex Pfeiff. in Enum. Diagn. Cact. 37 (1837) = Mammillaria glochidiata
      - Mammillaria crinita DC. in Mém. Mus. Hist. Nat. 17: 112 (1828)

    - Gibbosae
      - Mammillaria gibbosa Salm-Dyck in Hort. Dyck. 343. (1834) = Eriosyce subgibbosa

  - Species non satis notae
    - Mammillaria conica Haw. in Suppl. Pl. Succ.: 71 (1819) = Mammillaria mammillaris
    - Mammillaria lanifera Haw. in Philos. Mag. J. 63: 41 (1824) = Mammillaria muehlenpfordtii
    - Mammillaria helicteres DC. in Mém. Mus. Hist. Nat. 17: 31, t. 5 (1828) =?
    - Mammillaria glomerata (Lam.) DC. in Prodr. [A. P. de Candolle] 3: 459 (1828) = Mammillaria prolifera
    - Mammillaria nuda DC. in Prodr. [A. P. de Candolle] 3: 460 (1828) = Mammillaria polythele
    - Mammillaria mitis Mill. ex DC. in Prodr. [A. P. de Candolle] 3: 460 (1828) =?
- Gattung Melocactus Link & Otto in Verh. Vereins Beford. Gartenbaues Konigl. Preuss. Staaten 3: 417 (1827)
  - Cephalio plano
    - Melocactus mammillariiformis Salm-Dyck in Allg. Gartenzeitung (Otto & Dietrich) 4(19): 148 (1836) = Coryphantha retusa
    - Melocactus placentiformis (Lehm.) DC. in Prodr. [A. P. de Candolle] 3: 460 (1828) = Discocactus heptacanthus

  - Spadice cylindraceo
    - Melocactus communis (W.T.Aiton) Link & Otto in Verh. Vereins Beford. Gartenbaues Konigl. Preuss. Staaten 3: 417 (t. 11) (1827) = Melocactus intortus
    - Melocactus rubens Pfeiff. in Enum. Diagn. Cact. 43 (1837) = Melocactus intortus
    - Melocactus amoenus Hoffmanns. in Preiss-Verzeichn. Pflanzen. ed. 7: 22 (1833) = Melocactus curvispinus subsp. caesius
    - Melocactus pyramidalis Link & Otto in Verh. Vereins Beford. Gartenbaues Konigl. Preuss. Staaten 3: 419 (t. 25) (1827) = Melocactus macracanthos
    - Melocactus salmianus Link & Otto in Verh. Vereins Beford. Gartenbaues Konigl. Preuss. Staaten 3: 423. (t. 13) (1827) = Melocactus macracanthos
    - Melocactus atrosanguineus Pfeiff. in Enum. Diagn. Cact. 44 (1837) = Melocactus intortus
    - Melocactus spatangus Pfeiff. in Enum. Diagn. Cact. 45 (1837) = Melocactus macracanthos
    - Melocactus macracanthos (Salm-Dyck) Link & Otto in Verh. Vereins Beford. Gartenbaues Konigl. Preuss. Staaten 3: 418 (t. 12) (1827)
    - Melocactus violaceus Pfeiff. in Allg. Gartenzeitung (Otto & Dietrich) 3(40): 313 (1835)
    - Melocactus meonacanthus Link & Otto in Verh. Vereins Beford. Gartenbaues Konigl. Preuss. Staaten 3: t. 15.(1827) = Melocactus intortus
    - Melocactus curvispinus Pfeiff. in Enum. Diagn. Cact. 46 (1837)

  - ? Spadice laterali
    - Melocactus columna-trajani Pfeiff. in Enum. Diagn. Cact. 46 (1837)
- Gattung Echinocactus Link & Otto in Verh. Vereins Beford. Gartenbaues Konigl. Preuss. Staaten 3: 420 (1827)
  - Costati
    - Costis rotundis
      - Echinocactus ottonis (Lehm.) Link & Otto in Icon. Pl. Rar. [Link & Otto] 31, t. 16 (1828) ≡ Parodia ottonis
      - Echinocactus linkii (Lehm.) Pfeiff. in Enum. Diagn. Cact. 48 (1837) ≡ Parodia linkii
      - Echinocactus tortuosus Link & Otto in Icon. Pl. Rar. [Link & Otto] 29, t. 15 (1828) = Parodia ottonis
      - Echinocactus muricatus Otto ex Pfeiff. in Enum. Diagn. Cact. 49 (1837) ≡ Parodia muricata
      - Echinocactus formosus Pfeiff. in Enum. Diagn. Cact. 50 (1837) ≡ Soehrensia formosa
      - Echinocactus rhodacanthus Salm-Dyck in Hort. Dyck. 341 (1834) ≡ Denmoza rhodacantha
      - Echinocactus karwinskii Zucc. ex Pfeiff. in Enum. Diagn. Cact. 50 (1837) = Echinocactus platyacanthus
      - Echinocactus ceratistes Otto ex Pfeiff. in Enum. Diagn. Cact. 51 (1837) = Eriosyce aurata
      - Echinocactus aciculatus Salm-Dyck in Hort. Dyck. 341. (1834) = Parodia erinacea
      - Echinocactus gladiatus Link & Otto in Verh. Vereins Beford. Gartenbaues Konigl. Preuss. Staaten 3: 426 (1827) = Stenocactus sulphureus

    - Costis obtuse angulatis
      - Echinocactus langsdorfii (Lehm.) Link & Otto in Icon. Pl. Rar. [Link & Otto] 79, t. 40 (1831) ≡ Parodia langsdorfii
      - Echinocactus polyacanthus Link & Otto in Verh. Vereins Beford. Gartenbaues Konigl. Preuss. Staaten 3: 422 (1827) = Parodia langsdorfii
      - Echinocactus parvispinus (Haw.) DC. in Prodr. [A. P. de Candolle] 3: 463 (1828) = Melocactus macracanthos
      - Echinocactus tephracanthus Link & Otto in Verh. Vereins Beford. Gartenbaues Konigl. Preuss. Staaten 3: 422 (1827) = Parodia erinacea
      - Echinocactus intricatus Link & Otto in Verh. Vereins Beford. Gartenbaues Konigl. Preuss. Staaten 3: 428 (1827) =?
      - Echinocactus orthacanthus Link & Otto in Verh. Vereins Beford. Gartenbaues Konigl. Preuss. Staaten 3: 427 (1827) = Parodia mammulosa
      - Echinocactus oligacanthus Mart. ex Pfeiff. in Enum. Diagn. Cact. 53 (1837) = Echinocactus platyacanthus
      - Echinocactus ingens Zucc. ex Pfeiff. in Enum. Diagn. Cact. 54 (1837) = Echinocactus platyacanthus
      - Echinocactus pruinosus Otto ex Pfeiff. in Enum. Diagn. Cact. 54 (1837) ≡ Stenocereus pruinosus

    - Costis acuatis
      - Echinocactus acuatus Link & Otto in Verh. Vereins Beford. Gartenbaues Konigl. Preuss. Staaten 3: 424 (1827) = Parodia erinacea
      - Echinocactus corynodes Otto ex Pfeiff. in Enum. Diagn. Cact. 55 (1837) = Parodia erinacea
      - Echinocactus sellowii Link & Otto in Verh. Vereins Beford. Gartenbaues Konigl. Preuss. Staaten 3: 425 (1827) = Parodia erinacea
      - Echinocactus sessiliflorus Hook. in Bot. Mag. 64: t. 3569 (1837) = Parodia erinacea
      - Echinocactus cornigerus DC. in Mém. Mus. Hist. Nat. 17: 36, t. 7 (1828) = Ferocactus latispinus
      - Echinocactus recurvus (Mill.) Link & Otto in Verh. Vereins Beford. Gartenbaues Konigl. Preuss. Staaten 3: 426 (1827) = Ferocactus latispinus
      - Echinocactus echidne DC. in Coll. Mém. 8: 19 (1834) ≡ Ferocactus echidne
      - Echinocactus oxypterus Zucc. ex Pfeiff. in Enum. Diagn. Cact. 57 (1837) = Ferocactus histrix
      - Echinocactus glaucescens DC. in Mém. Mus. Hist. Nat. 17: 115 (1828) ≡ Ferocactus glaucescens
      - Echinocactus pfeifferi Zucc. ex Pfeiff. in Enum. Diagn. Cact. 58 (1837) = Ferocactus glaucescens
      - Echinocactus platyacanthus Link & Otto in Verh. Vereins Beford. Gartenbaues Konigl. Preuss. Staaten 3: 423 (1827)
      - Echinocactus macrodiscus Mart. in Nova Acta Phys.-Med. Acad. Caes. Leop.-Carol. Nat. Cur. 16(1): 341 (1832) ≡ Ferocactus macrodiscus
      - Echinocactus spina-christi Zucc. ex Pfeiff. in Enum. Diagn. Cact. 59 (1837) = Melocactus macracanthos
      - Echinocactus tuberculatus Link & Otto in Verh. Vereins Beford. Gartenbaues Konigl. Preuss. Staaten 3: 425 (1827) = Echinocactus platyacanthus
      - Echinocactus spiralis Karw. ex Pfeiff. in Enum. Diagn. Cact. 60 (1837) ≡ Ferocactus latispinus subsp. spiralis
      - Echinocactus robustus Otto ex Pfeiff. in Enum. Diagn. Cact. 61 (1837) ≡ Ferocactus robustus
      - Echinocactus armatus Salm-Dyck in Hort. Dyck. 341 (1834) = Melocactus macracanthos
      - Echinocactus ornatus DC. in Mém. Mus. Hist. Nat. 17: 114 (1828) ≡ Astrophytum ornatum

    - Costis compressissimis, crispatis
      - Echinocactus crispatus DC. in Prodr. [A. P. de Candolle] 3: 461 (1828) ≡ Stenocactus crispatus
      - Echinocactus dichroacanthus Mart. ex Pfeiff. in Enum. Diagn. Cact. 62 (1837) ≡ Stenocactus dichroacanthus
      - Echinocactus anfractuosus Mart. ex Pfeiff. in Enum. Diagn. Cact. 63 (1837) ≡ Stenocactus anfractuosus
      - Echinocactus obvallatus DC. in Mém. Mus. Hist. Nat. 17: 37, t. 9 (1828) ≡ Stenocactus obvallatus
      - Echinocactus phyllacanthus Mart. in Allg. Gartenzeitung (Otto & Dietrich) 4(26): 201 (1836) ≡ Stenocactus phyllacanthus

  - Tuberculati
    - Echinocactus scopa (Spreng.) Link & Otto in Icon. Pl. Rar. [Link & Otto] 81, t. 41 (1831) ≡ Parodia scopa
    - Echinocactus acutissimus Otto & A.Dietr. in Allg. Gartenzeitung (Otto & Dietrich) 3(45): 353 (1835) = Eriosyce subgibbosa
    - Echinocactus exsculptus Otto ex Pfeiff. in Enum. Diagn. Cact. 65 (1837) = Eriosyce subgibbosa
    - Echinocactus hybocentrus Lehm. ex Pfeiff. in Enum. Diagn. Cact. 65 (1837) = Ferocactus glaucescens
    - Echinocactus centeterius Lehm. ex Pfeiff. in Enum. Diagn. Cact. 65 (1837) =?
    - Echinocactus pachycentrus Lehm. ex Pfeiff. in Enum. Diagn. Cact. 66 (1837) =?
    - Echinocactus leucacanthus Zucc. ex Pfeiff. in Enum. Diagn. Cact. 66 (1837) ≡ Thelocactus leucacanthus
    - Echinocactus subuliferus Link & Otto in Verh. Vereins Beford. Gartenbaues Konigl. Preuss. Staaten 3: 427 (1827) = Ferocactus robustus

  - Species parum notae
    - Echinocactus intortus (Mill.) DC. in Prodr. [A. P. de Candolle] 3: 462 (1828) ≡ Melocactus intortus
    - Echinocactus depressus (Haw.) DC. in Prodr. [A. P. de Candolle] 3: 463 (1828) = Parodia erinacea
    - Echinocactus melocactiformis DC. in Mém. Mus. Hist. Nat. 17: 38, t. 10 (1828) = Ferocactus histrix
    - Echinocactus aureus (Meyen) Pfeiff. in Enum. Diagn. Cact. 68 (1837) ≡ Corryocactus aureus
    - Echinocactus cereiformis DC. in Mém. Mus. Hist. Nat. 17: 115 (1828) =?
- Gattung Cereus Mill. in Gard. Dict. Abr., ed. 4. [308] (1754)
  - Globosi
    - Cereus oxygonus (Link) Otto in Allg. Gartenzeitung (Otto & Dietrich) 1(46): 365 (1833) ≡ Echinopsis oxygona
    - Cereus multiplex Pfeiff. in Enum. Diagn. Cact. 70 (1837) = Echinopsis oxygona
    - Cereus leucanthus (Gillies ex Salm-Dyck) Pfeiff. in Enum. Diagn. Cact. 71 (1837) ≡ Acanthocalycium leucanthum
    - Cereus tubiflorus Pfeiff. in Enum. Diagn. Cact. 71 (1837) ≡ Echinopsis tubiflora
    - Cereus eyriesii (Turpin) Pfeiff. in Enum. Diagn. Cact. 72 (1837) = Echinopsis oxygona
    - Cereus turbinatus Pfeiff. in Allg. Gartenzeitung (Otto & Dietrich) 3(40): 314 (1835) = Echinopsis oxygona
    - Cereus schelhasii Pfeiff. in Allg. Gartenzeitung (Otto & Dietrich) 3(40): 314 (1835) = Echinopsis oxygona
    - Cereus denudatus (Link & Otto) Pfeiff. in Enum. Diagn. Cact. 73 (1837) ≡ Gymnocalycium denudatum
    - Cereus pulchellus (Mart.) Pfeiff. in Enum. Diagn. Cact. 74 (1837) ≡ Echinocereus pulchellus
    - Cereus gibbosus (Haw.) Pfeiff. in Enum. Diagn. Cact. 74 (1837) ≡ Gymnocalycium gibbosum

  - Cereastri
    - Multangulares
      - Robusti
        - Cereus reductus (Link) DC. in Prodr. [A. P. de Candolle] 3: 463 (1828) ≡ Gymnocalycium reductum
        - Cereus dichroacanthus Mart. ex Pfeiff. in Enum. Diagn. Cact. 76 (1837) = Eriosyce subgibbosa
        - Cereus senilis (Haw.) Salm-Dyck in Prodr. [A. P. de Candolle] 3: 464 (1828) ≡ Cephalocereus senilis
        - Cereus columna-trajani Karw. ex Pfeiff. in Enum. Diagn. Cact. 76 (1837) ≡ Cephalocereus columna-trajani
        - Cereus polylophus DC. in Mém. Mus. Hist. Nat. 17: 115 (1828) ≡ Cephalocereus polylophus
        - Cereus foveolatus J.N.Haage ex Pfeiff. in Enum. Diagn. Cact. 77 (1837) = Eriosyce subgibbosa
        - Cereus multangularis (Willd.) Haw. in Suppl. Pl. Succ. 75 (1819) = Haageocereus kagenekii
        - Cereus strigosus Salm-Dyck in Hort. Dyck. 334 (1834) ≡ Soehrensia strigosa
        - Cereus lecchii Pfeiff. in Enum. Diagn. Cact. 78 (1837) = Haageocereus kagenekii
        - Cereus lanatus (Kunth) DC. in Prodr. [A. P. de Candolle] 3: 464 (1828) ≡ Espostoa lanata
        - Cereus ferox Haw. in Philos. Mag. Ann. Chem. 7: 109 (1830) =? Coleocephalocereus fluminensis
        - Cereus magnus Haw. in Philos. Mag. Ann. Chem. 7: 109 (1830) =?

      - Tenues
        - Cereus parvisetus Pfeiff. in Enum. Diagn. Cact. 79 (1837) = Arthrocereus melanurus subsp. odorus
        - Cereus flavescens Otto ex Pfeiff. in Enum. Diagn. Cact. 79 (1837)
        - Cereus? micracanthus DC. in Mém. Mus. Hist. Nat. 17: 115 (1828) =?

    - 5—12–angulares
      - Lanuginosi
        - Cereus lanuginosus (L.) Haw. in Syn. Pl. Succ. 182 (1812) ≡ Pilosocereus lanuginosus
        - Cereus royenii Haw. in Syn. Pl. Succ. 182 (1812) = Pilosocereus lanuginosus
        - Cereus floccosus Pfeiff. in Enum. Diagn. Cact. 81 (1837) =? „Cactus royenii“ (see notes)
        - Cereus armatus Otto ex Pfeiff. in Enum. Diagn. Cact. 81 (1837) ≡ Pilosocereus armatus
        - Cereus curtisi Otto in Allg. Gartenzeitung (Otto & Dietrich) 1(46): 365 (1833) ≡ Pilosocereus curtisii
        - Cereus fulvispinosus Haw. in Syn. Pl. Succ. 183 (1812) =?
        - Cereus flavispinus Salm-Dyck in Observ. Bot. Horto Dyck. [3]: 5 (1822) = Cleistocactus baumannii
        - Cereus haworthii DC. in Prodr. [A. P. de Candolle] 3: 465 (1828) = Cereus nobilis
        - Cereus strictus (Willd.) Link & Otto in Verh. Vereins Beford. Gartenbaues Konigl. Preuss. Staaten 3: 431 (1827) =?
        - Cereus niger Salm-Dyck in Observ. Bot. Horto Dyck. [3]: 4 (1822) =?
        - Cereus aureus Salm-Dyck ex DC. in Prodr. [A. P. de Candolle] 3: 465 (1828) =?
        - Cereus lutescens Salm-Dyck ex Pfeiff. in Enum. Diagn. Cact. 84 (1837) =?
        - Cereus moritzianus Otto ex Pfeiff. in Enum. Diagn. Cact. 84 (1837) ≡ Pilosocereus moritzianus
        - Cereus crenulatus Salm-Dyck in Observ. Bot. Horto Dyck. [3]: 6 (1822) =?
        - Cereus albispinus Salm-Dyck in Observ. Bot. Horto Dyck. [3]: 5 (1822) =?
        - Cereus coerulescens Salm-Dyck in Hort. Dyck. 335 (1834) = Pilosocereus aurisetus
        - Cereus azureus J.Parm. ex Pfeiff. in Enum. Diagn. Cact. 86 (1837) = Cereus aethiops
        - Cereus spinibarbis Pfeiff. in Enum. Diagn. Cact. 86 (1837) =?

      - Glabri
        - Robusti
          - Cereus chilensis Pfeiff. in Enum. Diagn. Cact. 86 (1837) = Leucostele chiloensis
          - Cereus stellatus Pfeiff. in Allg. Gartenzeitung (Otto & Dietrich) 4(33): 258 (1836) ≡ Stenocereus stellatus
          - Cereus dyckii Mart. ex Pfeiff. in Enum. Diagn. Cact. 87 (1837) = Stenocereus stellatus
          - Cereus alacriportanus Pfeiff. in Enum. Diagn. Cact. 87 (1837) =? Cereus hildmannianus
          - Cereus peruvianus (L.) Mill. in Gard. Dict., ed. 8.: No. 4 (1768) = Cereus repandus
          - Cereus monoclonos DC. in Prodr. [A. P. de Candolle] 3: 464 (1828) =?
          - Cereus calvescens DC. in Mém. Mus. Hist. Nat. 17: 116 (1828) = Cereus hildmannianus
          - Cereus candelaris Meyen in Allg. Gartenzeitung (Otto & Dietrich) 1(27): 211 (1833) ≡ Browningia candelaris
          - Cereus arequipensis Meyen in Reise Erde 2: 41 (1834) ≡ Neoraimondia arequipensis
          - Cereus curvispinus Pfeiff. in Enum. Diagn. Cact. 89 (1837) = Cereus hildmannianus
          - Cereus caesius Salm-Dyck ex Pfeiff. in Enum. Diagn. Cact. 89 (1837) = Cereus fernambucensis
          - Cereus geometrizans Mart. ex Pfeiff. in Enum. Diagn. Cact. 90 (1837) ≡ Myrtillocactus geometrizans
          - Cereus eburneus Salm-Dyck in Observ. Bot. Horto Dyck. [3]: 6 (1822) = Stenocereus griseus
          - Cereus hystrix (Haw.) Salm-Dyck in Observ. Bot. Horto Dyck. [3]: 7 (1822) = Stenocereus heptagonus
          - Cereus candicans Gillies ex Salm-Dyck in Hort. Dyck. 335 (1834) ≡ Soehrensia candicans
          - Cereus regalis Haw. in Suppl. Pl. Succ. 75 (1819) =?
          - Cereus euphorbioides Haw. in Suppl. Pl. Succ. 75 (1819) ≡ Cephalocereus euphorbioides
          - Cereus serruliflorus Haw. in Philos. Mag. Ann. Chem. 7: 113 (1830) = Harrisia divaricata
          - Cereus grandispinus Haw. in Philos. Mag. Ann. Chem. 7: 113 (1830) = Stenocereus heptagonus

        - Attenuati
          - Cereus repandus (L.) Haw. in Syn. Pl. Succ. 183 (1812) ≡ Cereus repandus
          - Cereus subrepandus Haw. in Suppl. Pl. Succ. 78 (1819) =?
          - Cereus eriophorus Pfeiff. in Enum. Diagn. Cact. 94 (1837) ≡ Harrisia eriophora
          - Cereus undatus Pfeiff. in Enum. Diagn. Cact. 94 (1837) = Harrisia fernowii
          - Cereus divergens Pfeiff. in Enum. Diagn. Cact. 95 (1837) = Harrisia divaricata
          - Cereus divaricatus (Lam.) DC. in Prodr. [A. P. de Candolle] 3: 466 (1828) ≡ Harrisia divaricata
          - Cereus erectus Karw. ex Pfeiff. in Enum. Diagn. Cact. 95 (1837) =?
          - Cereus chlorocarpus (Kunth) DC. in Prodr. [A. P. de Candolle] 3: 466 (1828) ≡ Browningia chlorocarpa

      - Gemmati
        - Cereus gemmatus Zucc. ex Pfeiff. in Enum. Diagn. Cact. 96 (1837) = Lophocereus marginatus
        - Cereus anisacanthus DC. in Mém. Mus. Hist. Nat. 17: 116 (1828) =? Isolatocereus dumortieri
        - Cereus marginatus DC. in Mém. Mus. Hist. Nat. 17: 116 (1828) ≡ Lophocereus marginatus
        - Cereus olfersii Salm-Dyck in Hort. Dyck. 335. (1834) = Cephalocereus euphorbioides
        - Cereus conicus Pfeiff. in Enum. Diagn. Cact. 97 (1837) = Cephalocereus euphorbioides

    - 4—5–angulares
      - Cereus jamacaru Salm-Dyck in Hort. Dyck. 336 (1834)
      - Cereus glaucus Salm-Dyck in Hort. Dyck. 335 (1834) = Cereus jamacaru
      - Cereus lividus Pfeiff. in Allg. Gartenzeitung (Otto & Dietrich) 3(48): 380 (1835) = Cereus jamacaru
      - Cereus laetevirens Pfeiff. in Enum. Diagn. Cact. 99 (1837) =?
      - Cereus grandis Haw. in Suppl. Pl. Succ. 76 (1819) = Cereus fernambucensis
      - Cereus tetragonus (L.) Haw. in Syn. Pl. Succ. 180 (1812) ≡ Acanthocereus tetragonus
      - Cereus virens DC. in Mém. Mus. Hist. Nat. 17: 116 (1828) = Pilosocereus arrabidae
      - Cereus sublanatus Salm-Dyck in Hort. Dyck. 337. (1834) =? Pilosocereus brasiliensis
      - Cereus tilophorus Pfeiff. in Allg. Gartenzeitung (Otto & Dietrich) 3(48): 380 (1835) = Pilosocereus arrabidae

  - Polylophi
    - Cereus cinerascens DC. in Mém. Mus. Hist. Nat. 17: 116 (1828) ≡ Echinocereus cinerascens
    - Cereus pentalophus DC. in Mém. Mus. Hist. Nat. 17: 117 (1828) ≡ Echinocereus pentalophus
    - Cereus tuberosus Pfeiff. in Enum. Diagn. Cact. 102 (1837) = Thelocactus leucacanthus

  - Opuntiacei
    - Cereus moniliformis (L.) DC. in Mém. Mus. Hist. Nat. 17: 60 (1828) ≡ Consolea moniliformis
    - Cereus ovatus Pfeiff. in Enum. Diagn. Cact. 102 (1837) = Tephrocactus alexanderi
    - Cereus articulatus Pfeiff. in Enum. Diagn. Cact. 103 (1837) ≡ Tephrocactus articulatus
    - Cereus syringacanthus Pfeiff. in Enum. Diagn. Cact. 103 (1837) = Tephrocactus articulatus
    - Cereus? serpens (Kunth) DC. in Prodr. [A. P. de Candolle] 3: 470 (1828) = Borzicactus longiserpens
    - Cereus? nanus (Kunth) DC. in Prodr. [A. P. de Candolle] 3: 470 (1828) = Opuntia pubescens

  - Protracti
    - Multangulares
      - Cereus serpentinus (Lag. & Rodr.) DC. in Prodr. [A. P. de Candolle] 3: 467 (1828) ≡ Nyctocereus serpentinus
      - Cereus ambiguus (Bonpl.) DC. in Prodr. [A. P. de Candolle] 3: 467 (1828) = Nyctocereus serpentinus
      - Cereus polygonus (Lam.) DC. in Prodr. [A. P. de Candolle] 3: 466 (1828) ≡ Pilosocereus polygonus

    - Pitahaya
      - Cereus obtusus Haw. in Revis. Pl. Succ. 70 (1821) =? Cereus fernambucensis
      - Cereus variabilis Pfeiff. in Enum. Diagn. Cact. 105 (1837) = Cereus fernambucensis
      - Cereus validus Haw. in Philos. Mag. Ann. Chem. 10: 414 (1831) = Cereus hildmannianus
      - Cereus laetus Salm-Dyck in Hort. Dyck. 336 (1834) = Cereus fernambucensis
      - Cereus paniculatus (Lam.) DC. in Prodr. [A. P. de Candolle] 3: 466 (1828) ≡ Leptocereus paniculatus

    - Extensi
      - Cereus acutangulus Pfeiff. in Enum. Diagn. Cact. 107 (1837) = Acanthocereus tetragonus
      - Cereus pellucidus Pfeiff. in Enum. Diagn. Cact. 108 (1837) =? Leptocereus assurgens
      - Cereus princeps Pfeiff. in Enum. Diagn. Cact. 108 (1837) = Acanthocereus tetragonus
      - Cereus bonplandii J.Parm. ex Pfeiff. in Enum. Diagn. Cact. 108 (1837) ≡ Harrisia bonplandii
      - Cereus ramosus Karw. ex Pfeiff. in Enum. Diagn. Cact. 108 (1837) = Acanthocereus tetragonus
      - Cereus baxaniensis Karw. ex Pfeiff. in Enum. Diagn. Cact. 109 (1837) = Acanthocereus tetragonus
      - Cereus pentagonus (L.) Haw. in Syn. Pl. Succ. 180. (1812) = Acanthocereus tetragonus
      - Cereus tenellus Salm-Dyck ex Pfeiff. in Enum. Diagn. Cact. 109 (1837) =?

  - Repentes
    - Multangulares
      - Cereus martianus Zucc. ex Pfeiff. in Enum. Diagn. Cact. 110 (1837) = Aporocactus martianus
      - Cereus flagelliformis (L.) Mill. in Gard. Dict., ed. 8.: No. 12 (1768) ≡ Aporocactus flagelliformis
      - Cereus ×smithii Pfeiff. in Enum. Diagn. Cact. 111 (1837) = Disocactus ×mallisonii
      - Cereus flagriformis Zucc. ex Pfeiff. in Enum. Diagn. Cact. 111 (1837) = Aporocactus flagelliformis
      - Cereus leptophis DC. in Mém. Mus. Hist. Nat. 17: 117 (1828) = Aporocactus flagelliformis
      - Cereus humboldtii (Kunth) DC. in Prodr. [A. P. de Candolle] 3: 467 (1828) ≡ Borzicactus icosagonus subsp. humboldtii
      - Cereus icosagonus (Kunth) DC. in Prodr. [A. P. de Candolle] 3: 467 (1828) ≡ Borzicactus icosagonus
      - Cereus sepium (Kunth) DC. in Prodr. [A. P. de Candolle] 3: 467 (1828) ≡ Borzicactus sepium

    - 4—7-angulares
      - Cereus grandiflorus (L.) Mill. in Gard. Dict., ed. 8.: No. 11 (1768) ≡ Selenicereus grandiflorus
      - Cereus nycticallus Link ex A.Dietr. in Verh. Vereins Beford. Gartenbaues Konigl. Preuss. Staaten 10: 373, t. 4. (1834) = Selenicereus pteranthus
      - Cereus caripensis (Kunth) DC. in Prodr. [A. P. de Candolle] 3: 467 (1828) = Rhipsalis baccifera
      - Cereus radicans DC. in Prodr. [A. P. de Candolle] 3: 468 (1828) ≡ Selenicereus radicans
      - Cereus spinulosus DC. in Mém. Mus. Hist. Nat. 17: 117 (1828) ≡ Selenicereus spinulosus
      - Cereus albisetosus Haw. in Suppl. Pl. Succ. 77 (1819) =?
      - Cereus humilis DC. in Prodr. [A. P. de Candolle] 3: 468 (1828) =?
      - Cereus setiger Haw. in Philos. Mag. Ann. Chem. 7: 109 (1830) =? Disocactus speciosus
      - Cereus inermis Otto ex Pfeiff. in Enum. Diagn. Cact. 116 (1837) ≡ Selenicereus inermis

    - 3—4-angulares
      - Tripteres
        - Cereus triangularis (L.) Haw. in Syn. Pl. Succ. 180 (1812) ≡ Selenicereus triangularis
        - Cereus napoleonis Graham in Bot. Mag. 63: t. 3458 (1836) = Selenicereus trigonus
        - Cereus triqueter Haw. in Syn. Pl. Succ. 181. (1812) = Selenicereus trigonus
        - Cereus trigonus Haw. in Syn. Pl. Succ. 181. (1812) ≡ Selenicereus trigonus
        - Cereus tripteris Salm-Dyck ex DC. in Prodr. [A. P. de Candolle] 3: 468 (1828) =?
        - Cereus prismaticus Salm-Dyck ex DC. in Prodr. [A. P. de Candolle] 3: 469 (1828) =? Selenicereus setaceus
        - Cereus extensus Salm-Dyck ex DC. in Prodr. [A. P. de Candolle] 3: 469 (1828) ≡ Selenicereus extensus
        - Cereus setaceus Salm-Dyck ex DC. in Prodr. [A. P. de Candolle] 3: 469 (1828) ≡ Selenicereus setaceus

      - Speciosi
        - Cereus speciosissimus (Desf.) Sweet in Hort. Brit. [Sweet] 171 (1826) = Disocactus speciosus subsp. speciosus
        - Cereus schrankii Zucc. ex Seitz in Allg. Gartenzeitung (Otto & Dietrich) 2(31): 244 (1834) = Disocactus speciosus subsp. speciosus
        - Cereus coccineus Salm-Dyck ex Pfeiff. in Enum. Diagn. Cact.: 122 (1837) = Disocactus speciosus subsp. speciosus

  - Alati
    - Cereus ackermannii (Haw.) Pfeiff. in Enum. Diagn. Cact. 123 (1837) ≡ Disocactus ackermannii
    - Cereus phyllanthoides (DC.) DC. in Prodr. [A. P. de Candolle] 3: 469 (1828) ≡ Disocactus phyllanthoides
    - Cereus oxypetalus DC. in Prodr. [A. P. de Candolle] 3: 470 (1828) ≡ Epiphyllum oxypetalum
    - Cereus latifrons Zucc. ex Pfeiff. in Enum. Diagn. Cact. 125 (1837) = Epiphyllum oxypetalum
    - Cereus hookeri (Haw.) Pfeiff. in Enum. Diagn. Cact. 125 (1837) ≡ Epiphyllum hookeri
    - Cereus phyllanthus (L.) DC. in Prodr. [A. P. de Candolle] 3: 469 (1828) ≡ Epiphyllum phyllanthus
- Gattung Epiphyllum Haw. in Syn. Pl. Succ. 197 (1812)
  - Epiphyllum truncatum Haw. in Suppl. Pl. Succ. 85 (1819) ≡ Schlumbergera truncata
  - Epiphyllum altensteinii Pfeiff. in Enum. Diagn. Cact. 128 (1837) = Schlumbergera truncata
- Gattung Rhipsalis Gaertn. in Fruct. Sem. Pl. 1: 137, t. 28 (1788)
  - Alatae
    - Rhipsalis crispata (Haw.) Pfeiff. in Enum. Diagn. Cact. 130 (1837)
    - Rhipsalis rhombea (Salm-Dyck) Pfeiff. in Enum. Diagn. Cact. 130 (1837)
    - Rhipsalis ramulosa (Salm-Dyck) Pfeiff. in Enum. Diagn. Cact. 130 (1837) ≡ Kimnachia ramulosa
    - Rhipsalis platycarpa (Zucc.) Pfeiff. in Enum. Diagn. Cact. 131 (1837)
    - Rhipsalis swartziana Pfeiff. in Enum. Diagn. Cact. 131 (1837) = Pseudorhipsalis alata
    - Rhipsalis pachyptera Pfeiff. in Enum. Diagn. Cact. 132 (1837)

  - Angulosae
    - Rhipsalis pentaptera A.Dietr. in Allg. Gartenzeitung (Otto & Dietrich) 4(14): 105 (1836)
    - Rhipsalis trigona Pfeiff. in Enum. Diagn. Cact. 133 (1837) =? Rhipsalis trigonoides
    - Rhipsalis micrantha (Kunth) DC. in Prodr. [A. P. de Candolle] 3: 476 (1828)

  - Teretes
    - Rhipsalis cassytha Gaertn. in Fruct. Sem. Pl. 1: 137 (1788) = Rhipsalis baccifera
    - Rhipsalis floccosa Salm-Dyck ex Pfeiff. in Enum. Diagn. Cact. 134 (1837)
    - Rhipsalis funalis Salm-Dyck ex DC. in Prodr. [A. P. de Candolle] 3: 476 (1828) = Rhipsalis grandiflora
    - Rhipsalis fasciculata (Willd.) Haw. in Suppl. Pl. Succ. 83 (1819)
    - Rhipsalis undulata Pfeiff. in Enum. Diagn. Cact. 136 (1837) = Rhipsalis baccifera subsp. baccifera

  - Articuliferae
    - Rhipsalis mesembryanthoides Haw. in Revis. Pl. Succ. 71 (1821) ≡ Rhipsalis mesembryanthemoides
    - Rhipsalis cereuscula Haw. in Philos. Mag. Ann. Chem. 7: 112 (1830)
- Gattung Lepismium Pfeiff. in Allg. Gartenzeitung (Otto & Dietrich) 3(40): 315 (1835)
  - Lepismium commune Pfeiff. in Allg. Gartenzeitung (Otto & Dietrich) 3(40): 315 (1835) = Lepismium cruciforme
  - Lepismium myosurus (Salm-Dyck ex DC.) Pfeiff. in Enum. Diagn. Cact. 139 (1837) = Lepismium cruciforme
  - Lepismium knightii Pfeiff. in Allg. Gartenzeitung (Otto & Dietrich) 3(48): 380 (1835) = Lepismium cruciforme
  - Lepismium paradoxum Salm-Dyck ex Pfeiff. in Enum. Diagn. Cact. 140 (1837) ≡ Rhipsalis paradoxa
- Gattung Hariota DC. in Coll. Mém. 8: 23 (1834)
  - Hariota salicornioides (Haw.) DC. in Coll. Mém. 8: 23 (1834) ≡ Hatiora salicornioides
- Gattung Opuntia Mill. in Gard. Dict. Abr., ed. 4. [974] (1754)
  - Glomeratae
    - Opuntia sulphurea Gillies ex Salm-Dyck in Hort. Dyck. 360 (1834)
    - Opuntia ovata Pfeiff. in Enum. Diagn. Cact. 144 (1837) ≡ Maihueniopsis ovata
    - Opuntia corrugata Salm-Dyck in Hort. Dyck. 360 (1834) ≡ Airampoa corrugata
    - Opuntia pusilla Salm-Dyck in Observ. Bot. Horto Dyck. [3]: 10 (1822) =?[missing]
    - Opuntia longispina Haw. in Philos. Mag. Ann. Chem. 7: 111 (1830) = Airampoa corrugata
    - Opuntia glomerata Haw. in Philos. Mag. Ann. Chem. 7: 111 (1830) ≡ Maihueniopsis glomerata
    - Opuntia andicola Pfeiff. in Enum. Diagn. Cact. 145 (1837) = Maihueniopsis glomerata
    - Opuntia tuberosa Pfeiff. in Enum. Diagn. Cact. 146 (1837) ≡ Pterocactus tuberosus
    - Opuntia mesacantha Raf. in Bull. Bot. (Geneva) 8: 216 (1830)
    - Opuntia caespitosa Raf. in Bull. Bot. (Geneva) 8: 216 (1830) = Opuntia ficus-indica
    - Opuntia humifusa (Raf.) Raf. in Med. Fl. 2: 247 (1830)

  - Divaricatae
    - Opuntia fragilis (Nutt.) Haw. in Suppl. Pl. Succ. 82 (1819)
    - Opuntia aurantiaca Lindl. in Edwards's Bot. Reg. 19: t. 1606 (1833)
    - Opuntia extensa Salm-Dyck ex Pfeiff. in Enum. Diagn. Cact. 147 (1837) = Opuntia aurantiaca
    - Opuntia foliosa Salm-Dyck ex DC. in Prodr. [A. P. de Candolle] 3: 471 (1828) = Opuntia pusilla
    - Opuntia curassavica (L.) Mill. in Gard. Dict., ed. 8.: No. 7 (1768)
    - Opuntia pubescens H.L.Wendl. ex Pfeiff. in Enum. Diagn. Cact. 149 (1837)

  - Compresso-articulatae
    - Glabratae
      - Opuntia vulgaris Mill. in Gard. Dict., ed. 8.: No. 1 (1768) = Opuntia humifusa
      - Opuntia intermedia Salm-Dyck in Hort. Dyck. 364 (1834) = Opuntia humifusa
      - Opuntia cochenillifera (L.) Mill. in Gard. Dict., ed. 8.: No. 6 (1768)
      - Opuntia tuberculata Haw. in Suppl. Pl. Succ. 80 (1819) = Opuntia macrorhiza
      - Opuntia stricta (Haw.) Haw. in Syn. Pl. Succ. 191 (1812)
      - Opuntia lanceolata (Haw.) Haw. in Syn. Pl. Succ. 192. (1812) = Opuntia ficus-indica
      - Opuntia decumana (Willd.) Haw. in Revis. Pl. Succ. 71 (1821) = Opuntia ficus-indica
      - Opuntia elata Link & Otto ex Salm-Dyck in Hort. Dyck. 361 (1834)
      - Opuntia ficus-indica (L.) Mill. in Gard. Dict., ed. 8.: No. 2 (1768)
      - Opuntia crassa Haw. in Suppl. Pl. Succ. 81 (1819) = Opuntia ficus-indica
      - Opuntia parvula Salm-Dyck in Hort. Dyck. 364 (1834) = Opuntia ficus-indica
      - Opuntia hernandezii DC. in Mém. Mus. Hist. Nat. 17: 69, t. 16 (1828) = Opuntia tomentosa

    - Pulvinatae
      - Inermes
        - Opuntia microdasys (Lehm.) Pfeiff. in Enum. Diagn. Cact. 154 (1837)
        - Opuntia decumbens Salm-Dyck in Hort. Dyck. 361 (1834)
        - Opuntia glaucescens Salm-Dyck in Hort. Dyck. 362 (1834) = Opuntia stenopetala

      - Aculeatae
        - Opuntia grandis Pfeiff. in Enum. Diagn. Cact. 155 (1837) = Opuntia stenopetala
        - Opuntia albicans Salm-Dyck in Hort. Dyck. 361. (1834) = Opuntia robusta
        - Opuntia sericea G.Don ex Salm-Dyck in Hort. Dyck. 363 (1834) = Opuntia sulphurea
        - Opuntia orbiculata Salm-Dyck ex Pfeiff. in Enum. Diagn. Cact. 156 (1837)
        - Opuntia puberula Pfeiff. in Enum. Diagn. Cact. 156 (1837)

    - Criniferae
      - Opuntia leucotricha DC. in Mém. Mus. Hist. Nat. 17: 119 (1828)
      - Opuntia crinifera Salm-Dyck ex Pfeiff. in Enum. Diagn. Cact. 157 (1837) = Opuntia orbiculata

    - Aculeatae
      - Albispinae
        - Opuntia spinulifera Salm-Dyck in Hort. Dyck. 364. (1834)
        - Opuntia missouriensis DC. in Prodr. [A. P. de Candolle] 3: 472 (1828) = Opuntia polyacantha var. polyacantha
        - Opuntia media Haw. in Suppl. Pl. Succ. 82 (1819) = Opuntia polyacantha
        - Opuntia splendens Pfeiff. in Enum. Diagn. Cact. 159 (1837) = Opuntia polyacantha
        - Opuntia amyclaea Ten. in Fl. Neapol. Prodr. App. 5. 15 (1826) = Opuntia ficus-indica
        - Opuntia dejecta Salm-Dyck in Hort. Dyck. 361. (1834)
        - Opuntia candelabriformis Pfeiff. in Enum. Diagn. Cact. 159 (1837) = Opuntia spinulifera
        - Opuntia lasiacantha Pfeiff. in Enum. Diagn. Cact. 160 (1837)
        - Opuntia megacantha Salm-Dyck in Hort. Dyck. 363. (1834)
        - Opuntia tomentosa Salm-Dyck in Observ. Bot. Horto Dyck. [3]: 8 (1822)
        - Opuntia oblongata H.L.Wendl. ex Pfeiff. in Enum. Diagn. Cact. 161 (1837) = Opuntia tomentosa

      - Flavispinae
        - Opuntia tuna (L.)  Mill. in Gard. Dict., ed. 8.: No. 3 (1768)
        - Opuntia pseudo-tuna Salm-Dyck in Observ. Bot. Horto Dyck. [3]: 7 (1822) =?
        - Opuntia glaucophylla H.L.Wendl. ex Pfeiff. in Enum. Diagn. Cact. 162 (1837) =?
        - Opuntia horrida Salm-Dyck ex DC. in Prodr. [A. P. de Candolle] 3: 472 (1828) = Opuntia tuna
        - Opuntia dillenii (Ker Gawl.) Haw. in Suppl. Pl. Succ. 79 (1819) = Opuntia stricta
        - Opuntia polyantha Haw. in Syn. Pl. Succ. 190. (1812) = Opuntia tuna
        - Opuntia triacantha (Willd.) Sweet in Hort. Brit. [Sweet] 172 (1826)

      - Fulvispinae
        - Opuntia fulvispina Salm-Dyck ex Pfeiff. in Enum. Diagn. Cact. 164 (1837) = Opuntia leucotricha
        - Opuntia monacantha (Willd.) Haw. in Suppl. Pl. Succ. 81 (1819)
        - Opuntia nigricans (Haw.) Haw. in Syn. Pl. Succ. 189 (1812) = Opuntia elatior
        - Opuntia elatior Mill. in Gard. Dict., ed. 8.: No. 4 (1768)
        - Opuntia robusta H.L.Wendl. ex Pfeiff. in Enum. Diagn. Cact. 165 (1837)

  - Cruciatae
    - Opuntia rubescens Salm-Dyck ex DC. in Prodr. [A. P. de Candolle] 3: 474 (1828) ≡ Consolea rubescens
    - Opuntia catocantha Pfeiff. in Enum. Diagn. Cact. 166 (1837) = Consolea rubescens
    - Opuntia spinosissima Mill. in Gard. Dict., ed. 8.: No. 8 (1768) ≡ Consolea spinosissima
    - Opuntia ferox Haw. in Suppl. Pl. Succ. 82 (1819) = Consolea moniliformis
    - Opuntia leucacantha Link & Otto ex Salm-Dyck in Hort. Dyck. 362 (1834) = Opuntia leucotricha
    - Opuntia leucosticta H.L.Wendl. ex Pfeiff. in Enum. Diagn. Cact. 167 (1837) = Opuntia leucotricha

  - Paradoxae
    - Opuntia brasiliensis (Willd.) Haw. in Suppl. Pl. Succ. 79 (1819) ≡ Brasiliopuntia brasiliensis

  - Cylindrica
    - Opuntia cylindrica (Lam.) DC. in Prodr. [A. P. de Candolle] 3: 471 (1828) ≡ Austrocylindropuntia cylindrica
    - Opuntia imbricata (Haw.) DC. in Prodr. [A. P. de Candolle] 3: 471 (1828) ≡ Cylindropuntia imbricata
    - Opuntia exuviata DC. in Mém. Mus. Hist. Nat. 17: 118 (1828) = Cylindropuntia tunicata
    - Opuntia tunicata (Lehm.) Pfeiff. in Enum. Diagn. Cact. 170 (1837) ≡ Cylindropuntia tunicata
    - Opuntia rosea DC. in Prodr. [A. P. de Candolle] 3: 471 (1828) ≡ Cylindropuntia imbricata subsp. rosea
    - Opuntia stapeliae DC. in Mém. Mus. Hist. Nat. 17: 117 (1828) = Cylindropuntia tunicata
    - Opuntia kleiniae DC. in Mém. Mus. Hist. Nat. 17: 118 (1828) ≡ Cylindropuntia kleiniae
    - Opuntia decipiens DC. in Mém. Mus. Hist. Nat. 17: 118 (1828) = Cylindropuntia imbricata
    - Opuntia gracilis Pfeiff. in Enum. Diagn. Cact. 172 (1837) = Cylindropuntia leptocaulis
    - Opuntia salmiana J.Parm. ex Pfeiff. in Enum. Diagn. Cact. 172 (1837) ≡ Salmonopuntia salmiana
    - Opuntia leptocaulis DC. in Mém. Mus. Hist. Nat. 17: 118 (1828) ≡ Cylindropuntia leptocaulis
    - Opuntia ramulifera Salm-Dyck in Hort. Dyck. 360 (1834) = Cylindropuntia leptocaulis
    - Opuntia clavarioides Otto ex Pfeiff. in Enum. Diagn. Cact. 173 (1837) ≡ Maihueniopsis clavarioides
    - Opuntia poeppigii Otto ex Pfeiff. in Enum. Diagn. Cact. 174 (1837) ≡ Maihuenia poeppigii
- Gattung Pereskia Mill. in Gard. Dict. Abr., ed. 4. [1026] (1754)
  - Pereskia aculeata Mill. in Gard. Dict., ed. 8.: No. 1. (1768)
  - Pereskia spathulata Otto ex Pfeiff. in Enum. Diagn. Cact. 176 (1837) = Pereskiopsis diguetii
  - Pereskia pititache Karw. ex Pfeiff. in Enum. Diagn. Cact. 176 (1837) = Leuenbergeria lychnidiflora
  - Pereskia bleo (Kunth) DC. in Prodr. [A. P. de Candolle] 3: 475 (1828) ≡ Leuenbergeria bleo
  - Pereskia grandifolia Haw. in Suppl. Pl. Succ. 85 (1819)
  - Pereskia zinniiflora DC. in Mém. Mus. Hist. Nat. 17: 75, t. 17 (1828) ≡ Leuenbergeria zinniiflora
  - Pereskia lychnidiflora DC. in Mém. Mus. Hist. Nat. 17: 75, t. 18 (1828) ≡ Leuenbergeria lychnidiflora
  - Pereskia opuntiiflora DC. in Mém. Mus. Hist. Nat. 17: 76, t. 19 (1828) = Leuenbergeria lychnidiflora
  - Pereskia rotundifolia DC. in Prodr. [A. P. de Candolle] 3: 475 (1828) ≡ Pereskiopsis rotundifolia
  - Pereskia portulacifolia (L.) DC. in Prodr. [A. P. de Candolle] 3: 475 (1828) ≡ Leuenbergeria portulacifolia
  - Pereskia horrida (Kunth) DC. in Prodr. [A. P. de Candolle] 3: 475 (1828)
  - Pereskia glomerata Pfeiff. in Enum. Diagn. Cact. 179 (1837) ≡ Cumulopuntia glomerata
  - Pereskia plantaginea Pfeiff. in Enum. Diagn. Cact. 179 (1837) =?

## Nachweise